# Wacław Ryb
Wacław Ryb (ur. 5 października 1895 w Wodotyjach w dawnej guberni kijowskiej, zm. 10 maja 1920 w Rzeczycy) – żołnierz armii rosyjskiej i podporucznik Wojska Polskiego, uczestnik I wojny światowej i wojny polsko-bolszewickiej, kawaler Orderu Virtuti Militari.

## Życiorys
Urodził się 5 października 1895 w rodzinie Włodzimierza i Anastazji z d. Borewicz. Absolwent Politechniki Kijowskiej. Zmobilizowany w 1915 do armii rosyjskiej. Następnie od 11 grudnia 1917 jako żołnierz w III Korpusie Polskim w Rosji. Od 28 stycznia 1919 w  odrodzonym Wojsku Polskim. Służył w 9 pułku artylerii polowej. Był dowódcą pociągu pancernego „Sikorski”. Wraz z Grupą Poleską walczył na froncie wojny polsko-bolszewickiej. Brał udział w walkach pod Mozyrzem i Kalinkowiczami.
„Zginął podczas walk na wiadukcie przez Dniepr pod Rzeczycą (Polesie), pochowany na cmentarzu w Rzeczycy”.  
Za dzielność i odwagę w walce odznaczony pośmiertnie orderem „Virtuti Militari" V klasy.

## Ordery i odznaczenia
- Krzyż Srebrny Orderu Wojskowego Virtuti Militari nr 5185[1][3]